# Тассилон II
Тассилон II (нем. Tassilo II.; умер около 719) — герцог Баварии (716/718 — около 719) из династии Агилольфингов.

## Биография

### Ранние годы
Тассилон II был одним из сыновей (возможно, третьим по старшинству) правителя Баварии Теодона II и его супруги Фолхайд.
Незадолго до 715 года Теодон II повторно разделил свои владения между сыновьями. Предполагается, что Тассилон II тогда мог получить в управление Пассау и его окрестности. Его братья также получили по части Баварского герцогства: Теудеберт мог стать владельцем земель вокруг Зальцбурга, Теудебальд — Регенсбурга и его окрестности, а Гримоальд II — западных областей вместе с городом Фрайзингом (об этом сообщается в житии святого Корбиниана).

### Герцог Баварии
Дата смерти герцога Теодона II точно неизвестна: называются даты с 716 по 718 год включительно. После его смерти между братьями начались междоусобия. Возможно, к тому времени относится свидетельство Павла Диакона о завоевании королём Лиутпрандом в начале правления «многих укреплённых городов бавар». Предполагается, что правитель лангобардов мог вмешаться в конфликт между своими баварскими родственниками, и, возможно, поддержать в нём Теудеберта.
О правлении Тассилона II никаких подробностей в средневековых исторических источниках не сохранилось. Он скончался около 719 года. Тогда же умер и его брат Теудебальд. Неизвестно, были ли их кончины связаны с происходившими тогда в Баварии междоусобиями. После смерти Тассилона II и Теудебальда власть над Баварским герцогством разделили два оставшихся сына Теодона II, Теудеберт и Гримоальд II.

### Семья
Единственное упоминание о Тассилоне II в раннесредневековых источниках сохранилось в «Зальцбургской книге побратимов», составленной в 784 году. В ней он назван человеком, не состоявшим в браке.
Однако здесь же содержится сообщение о некоей Вальтрате, супруге брата Тассилона Теудебальда. Так как достоверно известно, что супругу Теудебальда звали Пилитруда, некоторые историки высказывают мнение о том, что Вальтрата могла быть или первой женой Теудебальда, или супругой Тассилона. Существует также мнение, что супругой Тассилона была Имма, дочь алеманнского герцога. Предполагается, что в этом браке могла родиться Свангильда, вторая супруга майордома Франкского государства Карла Мартелла.
Вплоть до конца XIX века историки считали, что сыном Тассилона II был Одилон, правивший Баварией в 736—748 годах. Однако в настоящее время среди исследователей преобладает мнение о том, что родителями Одилона были герцог Алеманнии Готфрид и неизвестная по имени дочь баварского герцога Теодона II.